# Spogostylum ocyale
Spogostylum ocyale är en tvåvingeart som först beskrevs av Christian Rudolph Wilhelm Wiedemann 1828.  Spogostylum ocyale ingår i släktet Spogostylum och familjen svävflugor. Inga underarter finns listade i Catalogue of Life.